# ویر، کیهلکنا پاریش
ویر، کیهلکنا پاریش (به لاتین: Veere, Kihelkonna Parish) یک روستا در استونی است که در دهستان کیهلکونا واقع شده‌است.